# Zygaena laeta
Zygaena laeta este o specie de molie din familia Zygaenidae. Este întâlnită în partea centrală și de sud-est a Europei, fiind întâlnită și în România. 

## Descriere
Are o anvergură de 26–34 mm. Adulții zboară între lunile iulie și august, însă conteză și locația.

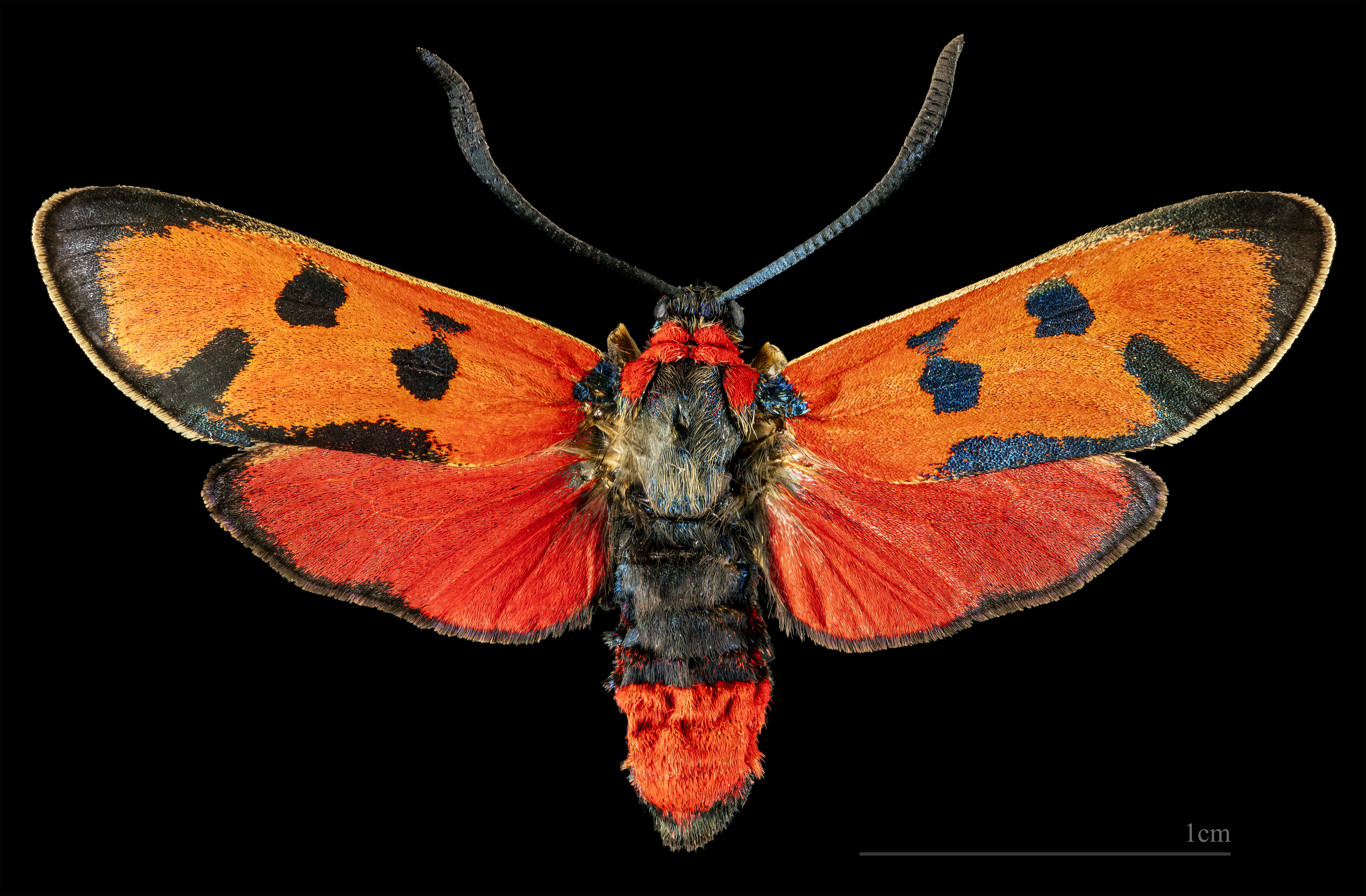
♂
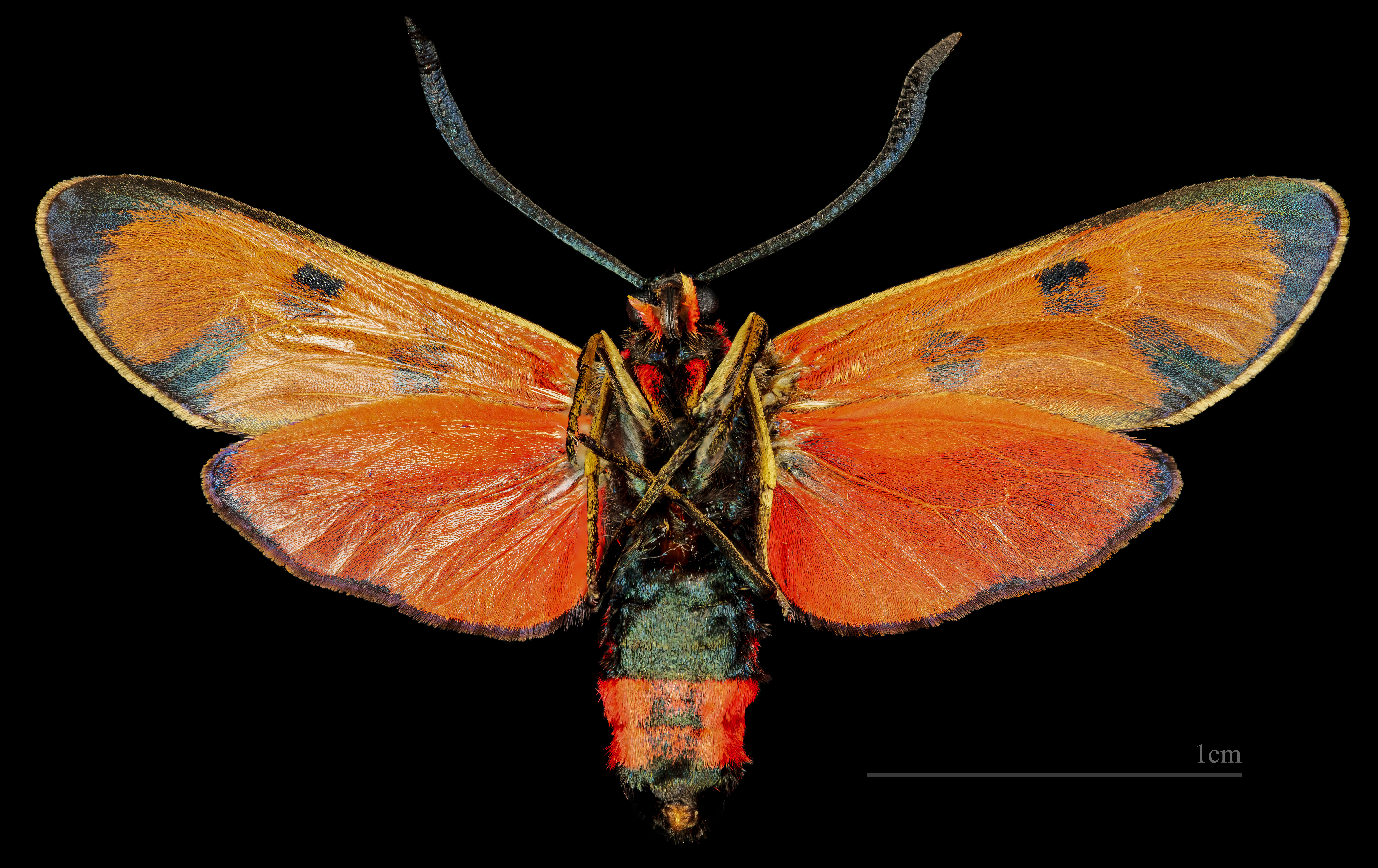
♂ △

Larvele au ca principală sursă de hrană Eryngium campestre.

## Subspecii
- Zygaena laeta laeta
- Zygaena laeta orientis Burgeff, 1926